# Erigonoplus kirghizicus
Erigonoplus kirghizicus là một loài nhện trong họ Linyphiidae.
Loài này thuộc chi Erigonoplus. Erigonoplus kirghizicus được Andrei V. Tanasevitch miêu tả năm 1989.